# 2023 en Bolivie
Chronologie de la Bolivie
- 2019
- 2020
- 2021
- 2022
- 2023
- 2024
- 2025
- 2026
- 2027

Cet article présente les faits marquants de l’année 2023 du calendrier grégorien en Bolivie.

## Événements

### Octobre
- Pendant une semaine, fin octobre, les habitants de plusieurs villes de Bolivie, dont La Paz, la capitale, ont été plongés dans un épais nuage de fumée noire et un air irrespirable, provoqués par de gigantesques feux de forêt. Le 23 octobre, le service national de météorologie et d'hydrologie dénombrait plus de 3 070 foyers à travers le pays. Selon le ministère de l'environnement bolivien, environ 2 millions d'hectares de forêts et de pâturages ont brûlé depuis le début de l'année[1].

## Décès
- x

#### Articles sur l'année 2023 en Bolivie
- x

#### L'année sportive 2023 en Bolivie
- Championnat de Bolivie de football 2023
- Tournoi de tennis de Bolivie (WTA 2023)

#### L'année 2023 dans le reste du monde
- L'année 2023 dans le monde
- 2023 par pays en Amérique • 2023 au Canada, 2023 au Québec, 2023 aux États-Unis, 2023 au Brésil, 2023 au Mexique
- 2023 en Europe, 2023 en Belgique, 2023 en France, 2023 en Italie, 2023 en Suisse
- 2023 en Afrique • 2023 par pays en Asie • 2023 par pays en Océanie, 2023 en Océanie • 2023 en Antarctique
- 2023 aux Nations unies